# Signs of Life (Poets of the Fall)
Signs of Life è il primo album in studio del gruppo musicale finlandese Poets of the Fall, pubblicato il 19 gennaio 2005.

## Tracce
1. Lift – 5:11
2. Overboard – 4:43
3. Late Goodbye – 3:46
4. Don't Mess with Me – 3:58
5. 3 AM – 4:21
6. Stay – 3:33
7. Seek You Out – 3:46
8. Shallow – 4:23
9. Everything Fades – 3:08
10. Someone Special – 4:18
11. Illusion & Dream – 5:26
12. Sleep – 4:59